# خطیبان (صومعه‌سرا)
خطیبان ، روستایی از توابع بخش مرکزی شهرستان صومعه‌سرا در استان گیلان ایران است.
پل خشتی خطيبان به شماره  32364 در 14 آذر ماه سال 1397 در فهرست آثار ملی کشور به ثبت رسیده است.

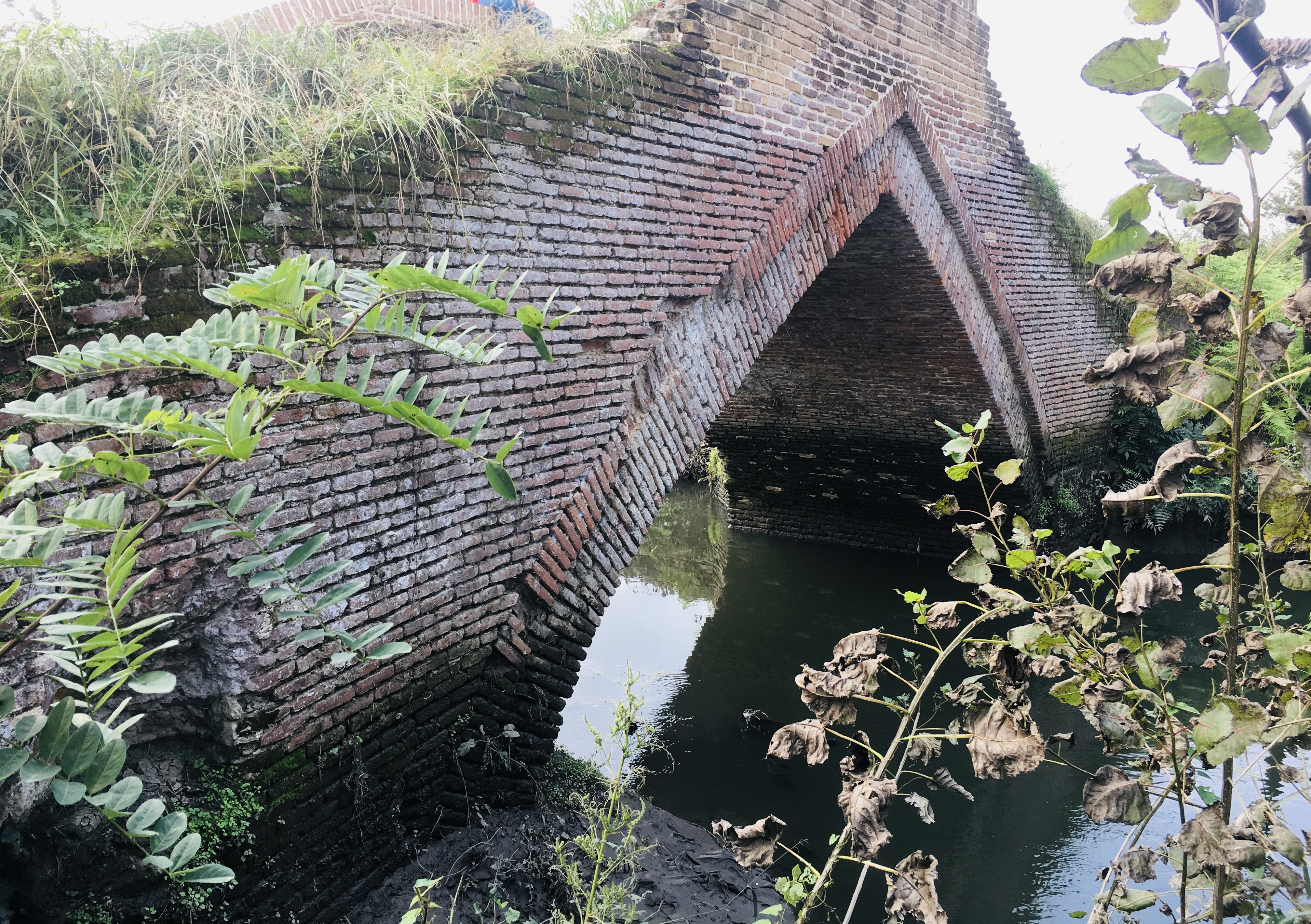
پل خشتي خطيبان

## جمعیت
این روستا در سه کیلومتری جاده صومعه سرا به تولم شهر قرار دارد و براساس سرشماری مرکز آمار ایران در سال ۱۳۸۵، جمعیت آن ۳۱۶ نفر (۸۶خانوار) بوده‌است.